# Anita Shapira
Anita Shapira (en hebreo: אניטה שפירא‎, nacida en 1940) es una historiadora israelí. Es la fundadora del Centro Isaac Rabin, profesora emérita de historia judía en Universidad de Tel Aviv, y anterior directora de Instituto Weizmann para el Estudio del sionismo en la Universidad de Tel Aviv. Recibió el Premio Israel de Historia en 2008.

## Biografía
Shapira nació en Varsovia, Polonia, en 1940, emigró al entonces Mandato británico de Palestina en 1947 y creció en Tel Aviv. La familia vivió en la calle Yavneh, compartiendo cocina y baño con otras familias. Más tarde se trasladó a Yad Eliyahu.
Estudió historia de los judíos e historia general en la universidad de Tel Aviv, terminando su Doctorado en filosofía en 1974 bajo dirección del profesor Daniel Carpi. Su tesis doctoral "The Struggle for Hebrew Labor, 1929-1939", (La lucha por los trabajadores judíos) mostró su interés por la historia del sionismo socialista que sería un foco de investigación constante. En 1985 fue designada profesora titular de la Universidad de  Tel Aviv, siendo decana de la facultad de humanidades desde 1990 a 1995. Desde 1995 hasta 2009 ocupó la plaza Ruben Merenfeld para el  estudio del sionismo. Desde 2000 a 2012, fue directora del instituto Jaim Weizmann para el estudio del sionismo e Israel en la Universidad de Tel Aviv. Desde 2008 a 2013 fue directora del Instituto de Israel para la Democracia.
Desde 1985 a 1989, fue miembro de la Comisión de planificación y presupuestos del Consejo de Estudios Superiores de Israel. Desde 1987 a 1990 fue directora del consejo directivo de la publicación Am Oved. Desde 1988 ha sido miembro directivo del instituto Zalman Shazar.  Entre 2002 y 2008, fue presidenta de la Fundación Memorial para la Cultura Judía. Fundó el Centro Isaac Rabin para estudios de Israel y fue su primera directora entre 1996 y 1999.
Es miembro de la dirección editoral de Jewish Review of Books, coeditora académica con el profesor Steven J. Zipperstein de la series biográficas Jewish Lives (vidas judías) publicadas por Yale University Press, y coeditora académica con el profesor Derek J. Penslar del Journal of Israeli History. 

## Investigación
La investigación de Shapira se centra en la historia política, cultural, social, intelectual y militar de la comunidad judía en Palestina (Yishuv) e Israel.
El último libro de Shapira, Ben-Gurion: Father of Modern Israel, (Ben-Gurión: Padre del moderno Israel) se esfuerza por llegar al corazón del hombre complejo que se convertiría en el rostro de la nueva nación judía. Shapira cuenta de nuevo la historia de Ben-Gurión, centrándose especialmente en el periodo después de 1948, durante los primeros años del nuevo estado. Ella ofrece una información fascinante y original de la personalidad y cualidades de Ben-Gurión, que definieron su liderazgo político.
Su primer libro, basado en su tesis doctoral, Hama’avak Hanihzav: Avoda Ivrit 1929-1939 (El esfuerzo inutil:   El trabajo hebreo de 1929 a1939), trata la historia social y política de la comunidad Yishuv en las décadas de 1920 y 1930, incluyendo las controversias de la política respecto a la población árabe y los conflictos por los medios empleados para alcanzar los objetivos sionistas, por izquierda y la derecha.
Su segundo libro, Berl: The Biography of a Socialist Zionist (Berl: La biografía de un sionista socialista), Berl Katznelson, 1887-1944, fue ampliamente aclamado por el público general, así como por el ámbito académico. Fue publicado en hebreo en ocho ediciones. Centrándose en la figura principal del Sionismo socialista, Este libro retrata la historia, sociedad  y cultura de la comunidad Yishuv desde la Segunda Aliyá hasta el final de la Segunda Guerra Mundial.
Durante el trabajo en la biografía de  Igal Alón, Shapira se interesó en el papel del uso de la fuerza en el movimiento Sionista, inicialmente inspirada por un artículo de Menájem Beguín durante la Guerra del Líbano de 1982 en “A War of Choice” (Una guerra por elección). Esto concluyó en un libro, Herev Hayona: Hatziyonut vehakoah, 1881-1948 (Tierra y poder: El Recurso Sionista a la Fuerza, 1881-1948). En su biografía de Igal Alón, Yigal Allon, Native Son: A Biography, (Igal Alón, hijo nativo: Una biografía) Shapira retrata, en verdad, el desarrollo completo de la generación Palmaj en Palestina, la primera generación Sabra nativa.
En este periodo, también comenzó a investigar asuntos relacionados con la memoria y culturas colectivas, como en los artículos de historia breve de Latrun y  Sámej Izhar “Hirbet Hize”, y las actitudes de la sociedad israelí respecto al Holocausto y sus supervivientes. Su libro Hatanakh vehazehut hayisraelit (La Biblia y la identidad israelí) busca explicar por qué la importancia de la Biblia ha descendido en la identidad israelí. Asuntos de identidad, cultura y memoria; son también el foco de dos colecciones de ensayos Yehudim Hadashim, Yehudim Yeshanim (Nuevos judíos, Viejos judíos) y Yehudim, Tziyonim Umah shebeinehem (Judíos, Sionistas y entre ellos).
Muchos de sus libros han sido traducidos al inglés, alemán, polaco, ruso y francés.
Desde 2004-2005,  ha continuado su investigación a través del grupo Centro Katz de Estudios judaicos Avanzados.

## Trabajos publicados
- Yosef Haim Brenner: A Life, Stanford University Press, 2014.
- Ben-Gurion: Father of Modern Israel (Padre del moderno Israel), Yale University Press, 2014.
- Israel: A history (Israel: Una historia), Brandeis University Press, 2012.
- Brenner: Sippur hayim ("Yosef Haim Brenner: A Biography"), Am Oved, 2008.
- Yigal Allon, Native Son: A Biography / Anita Shapira, traducido por Evelyn Abel. University of Pennsylvania Press, 2008, ISBN 978-0-8122-4028-3
- Israeli identity in transition (Israel identidad en transición) / edited by Anita Shapira. Westport, CT: Praeger, 2004.
- Israeli historical revisionism: from left to right (Revisionismo histórico israelí: de la izquierda a la derecha)/ edited by Anita Shapira and Derek Penslar. Portland, Ore.: Frank Cass, 2003.
- Zionism and religion (Sionismo y religión) / Shmuel Almog, Jehuda Reinharz and Anita Shapira, editors. Hanover: Brandeis University Press in association with the Zalman Shazar Center for Jewish History, 1998.
- Essential papers on Zionism (Documentos esenciales del sionismo) / editado por Jehuda Reinharz y Anita Shapira. New York: New York University Press, 1996.
- Land and Power: The Zionist Resort to Force, 1881-1948 (Tierra y poder: El recurso sionista a la fuerza) (Studies in Jewish History)/ Anita Shapira ; traducido por William Templer. Oxford University Press, 1992, ISBN 0-19-506104-7)
- Berl: The Biography of a Socialist Zionist, Berl Katznelson, 1887-1944/ Anita Shapira, traducido por by Haya Galai. Cambridge University Press, 1984, ISBN 0-521-25618-6

## Premios
- En 1977, recibió el premio del instituto Ben-Zvi por su libro Hama’avak Hanihzav (El esfuerzo  inutil).
- En 1992, el premio de la editorial Am Oved, con ocasión de su 50 aniversario, al mejor libro de no ficción, Herev Hayona (Tierra y Poder), cuya versión en inglés ganó el premio National Jewish Book Award en 1993 en la categoría Israel.[3]
- En 2004, recibió el premio Zalman Shazar de historia judía, por su biografía sobre Iigal Alón.[4]
- En 2005, obtuvo el premo por su calidad en investigación del Sionismo de la ciudad de Herzliya.
- En 2008, recibió el Premio Israel en Historia de los judíos.[5][6]
- En 2012, recibió el prremio del Libro Nacional Judío en la categoría de historia por su libro  Israel: A History[7]
- En 2014, su libro Israel: A History también recibió el premio Azrieli Award al mejor libro de estudios de Israel en inglés o francés.